# Mugil bananensis
Mugil bananensis és un peix teleosti de la família dels mugílids i de l'ordre dels perciformes.

## Morfologia
Pot arribar als 40 cm de llargària total.

## Alimentació
Menja plàncton i detritus.

## Hàbitat
Viu a les aigües costaneres i estuaris.

## Distribució geogràfica
Es troba a les costes de l'Atlàntic oriental (des del Senegal fins a Angola).